# Yves Bissouma
Yves Bissouma (n. 30 august 1996, Bamako, Bamako Capital District⁠(d), Mali) este un fotbalist malian și ivorian, care joacă pe post de mijlocaș la Tottenham în Premier League. Pe plan internațional, are prezențe la națională pentru Mali. Născut în Coasta de Fildeș, reprezintă echipa națională de fotbal a Maliului .

## Cariera de club
Născut în Issia, Coasta de Fildeș, Bissouma s-a antrenat la Academia Majestic SC din Abidjan, Coasta de Fildeș, o academie în parteneriat cu Academia Jean-Marc Guillou din Bamako, Mali.   La vârsta de 13 ani, a fost scoutat la academia din Mali, antrenat acolo timp de 5 ani, unde a jucat cu viitorul internațional cu Mali, Adama Traoré. La 18 ani, s-a alăturat lui AS Real Bamako, Mali.  

### Lille
A atras atenția cercetașilor francezi la Campionatul Națiunilor Africane din februarie 2016.  Pe 7 iulie 2016, la doar patru luni după ce a sosit la Lille OSC de la AS Real Bamako, Bissouma a semnat primul său contract profesionist cu clubul francez, pe o durată de trei ani. 

### Brighton & Hove Albion
Pe 17 iulie 2018, Bissouma s-a transferat la echipa engleză Brighton & Hove Albion pentru o sumă nedezvăluită, semnând un contract de cinci ani.  Bissouma și-a făcut debutul pentru clubul Sussex în prima etapă a sezonului Premier League 2018-19, într-o înfrângere cu 2-0 în deplasare cu Watford, unde a intrat ca rezervă.  A făcut primul său start în al treilea meci al sezonului al lui Brighton, unde au pierdut cu 1-0 în deplasarea de la Liverpool .  Pe 5 ianuarie 2019, Bissouma a marcat primul său gol cu Brighton la debutul său în FA Cup, într-o victorie cu 3-1 în deplasare împotriva rivalilor de pe coasta de sud, Bournemouth, în turul al treilea. 
A marcat primul său gol în Premier League în ultima etapă a sezonului 2019-2020 cu un șut de la distanță într-o victorie cu 2-1 în deplasare împotriva lui Burnley .  Bissouma a primit un cartonaș roșu direct în victoria cu 3-0 a lui Brighton în deplasare împotriva lui Newcastle în al doilea meci al sezonului 2020-21 pentru că l-a lovit pe Jamal Lewis în față cu gheata.  A marcat primul său gol al sezonului într-o înfrângere cu 4–2 în deplasare împotriva lui Everton pe 3 octombrie.  Pe 23 ianuarie 2021, într-o egalitate din turul al patrulea FA Cup, Bissouma a marcat un gol de la 30 de metri pentru a-l pune pe Brighton în avantaj într-o victorie cu 2-1 pe teren propriu împotriva lui Blackpool . 
Pe 21 august, în cel de-al doilea meci al lui Brighton din sezonul 2021-2022, a dat prima pasă de gol în tricoul Albion, lui Neal Maupay, într-o victorie cu 2-0 pe teren propriu împotriva lui Watford .  Bissouma a marcat primul său gol al sezonului pe 5 februarie 2022, împotriva lui Tottenham într-o eventuală înfrângere cu 3-1 în deplasare în runda a patra din FA Cup .  În aprilie, a fost suspendat pentru înfrângerea cu 3-0 a lui Brighton în deplasare la Manchester City și a remizat acasă cu 2-2 împotriva Southampton, după ce a primit 10 cartonașe galbene.    Revenind de la suspendare, Bissouma a marcat un efort de 20 de metri găsind colțul de jos, inscriind al treilea al lui Albions în victoria cu 3-0 în deplasare împotriva lui Wolves, facând ca Brighton să ajungă la 44 de puncte, doborând recordul lor de 41 în Premier League.  O săptămână mai târziu, Bissouma a jucat întregul meci al victoriei cu 4-0 pe teren propriu împotriva lui Manchester United, cea mai mare victorie de top a lui Brighton vreodată. 

### Tottenham Hotspur
Pe 14 iunie 2022, Tottenham Hotspur a convenit asupra unei înțelegeri de 30 de milioane de lire sterline pentru Bissouma.  Trei zile mai târziu, Tottenham a confirmat semnarea lui Bissouma, malianul semnând un contract pe patru ani.  Pe 6 august, Bissouma și-a făcut debutul cu Spurs în Premier League, folosit ca rezervă în repriza a doua într-o victorie cu 4-1 împotriva lui Southampton . 

## Cariera internațională
Născut în Coasta de Fildeș și mutat în Mali la vârsta de treisprezece ani pentru a urma o carieră de fotbal profesionist, Bissouma a participat la Campionatul Națiunilor Africane din 2016 cu Mali .  În semifinala împotriva Coastei de Fildeș, a fost înlocuit în minutul 76 și a marcat golul decisiv pentru 1-0 în minutul 89. Cu toate acestea, au pierdut în finală împotriva RD Congo . 

## Palmares
Tottenham Hotspur
- UEFA Europa League: 2024–25